# Document

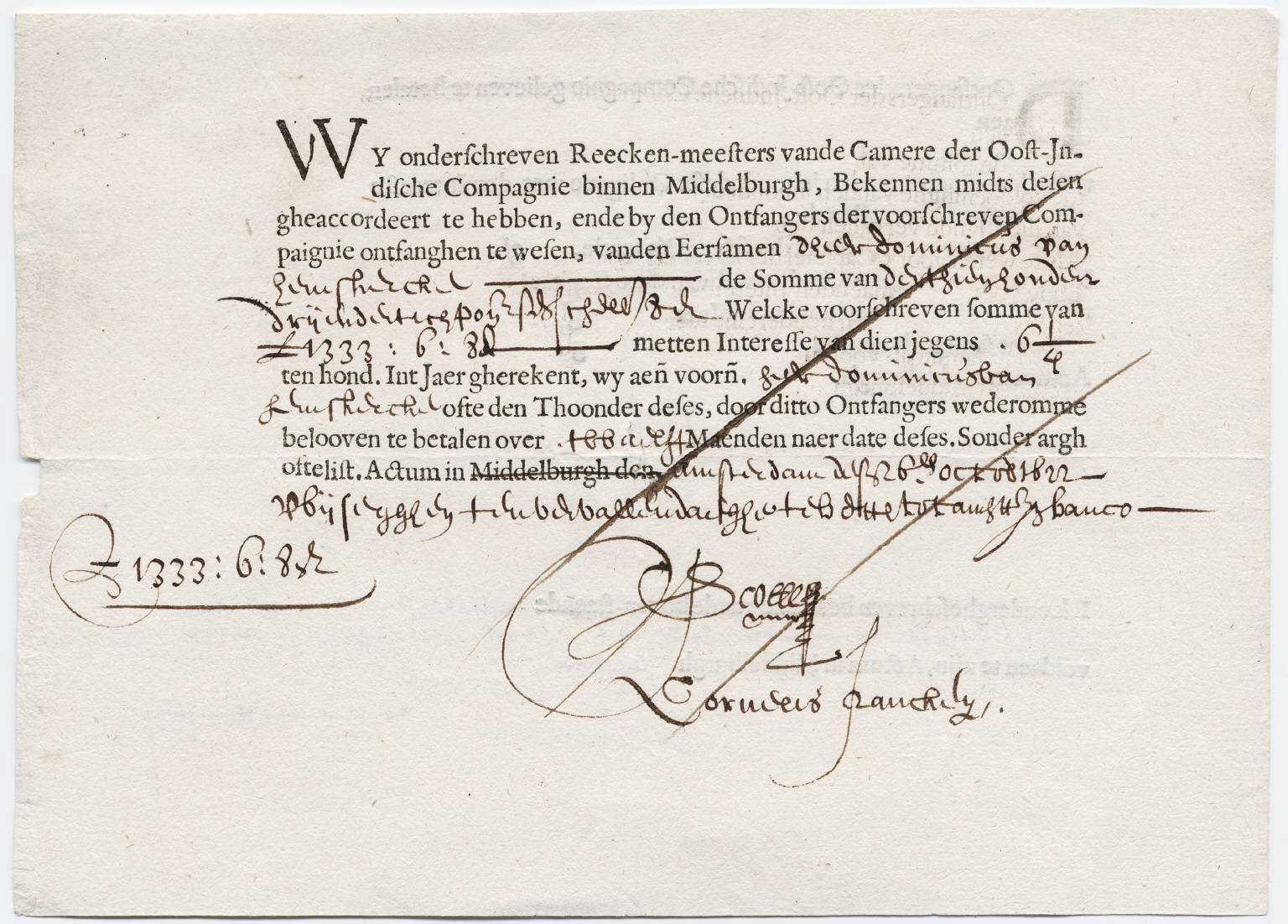
Obligatie uitgegeven door de VOC, gedrukte vorm (1622-1623).

Een document is een verzameling gegevens vastgelegd op een gegevensdrager. Dit kan zijn in schriftelijke vorm op papier of digitaal, maar ook op bijvoorbeeld een microfiche. Het produceren van de inhoud van een document wordt schrijven genoemd. Het woord is afkomstig uit het Latijnse documentum, dat een "leer" of "les" aanduidt: het werkwoord doceō staat voor "leren".
Voorbeelden van documenten zijn geboorteaktes, nota's (bijvoorbeeld een nota ruimtelijke ordening), ziekenhuisdossiers, bezwaarschriften, politieke programma's, en zelfs logboeken, dagboeken, syllabi en reisverslagen. In de eerste beschavingen werden ook tempels en obelisken van politieke boodschappen voorzien. In wetenschappelijk onderzoek wordt een document vaak als informatiebron genoemd. Kenmerkend voor deze soort informatiebron is dat er over het algemeen geen publieke bestemming aan deze verzameling gegevens zit.
De term document wordt ook gebruikt om een bestand aan te duiden in de bureaumetafoor die gebruikelijk is bij de grafische gebruikersinterface van computers.
De grondlegger voor een classificatiesysteem voor documenten is Paul Otlet.

## Vorm
De vormgeving van een document is de manier waarop informatie grafisch wordt weergegeven in de ruimte van het document, bijvoorbeeld op een pagina. De opmaak is uiteindelijk de verantwoordelijkheid van een grafisch ontwerper. Typografie betreft het ontwerp van letter- en symboolvormen en hun fysieke rangschikking in het document. Eenvoudige tekstuele documenten kunnen ook zonder grafisch ontwerp worden opgesteld door een auteur.

## Standaardisatie
In samenwerking met de overheid, het bedrijfsleven en opleidingsinstituten is door het Nederlandse Normalisatie-instituut een norm opgesteld voor het indelen en uitwerken van documenten, de NEN 3126. In deze norm zijn voorschriften gegeven omtrent:
- De kenmerken van het document : dit betreft het aangeven van identiteit van document zoals de titel, schrijver, datum en plaats van ontstaan, en specifieke aanduidingen zoals "concept" of "kopie" of "vertrouwelijk" of "geheim".
- De redactionele indeling : dit betreft het aanbrengen onderscheid in de tekst door het gebruik van hoofden, indelingstekens en variaties in de schrijfwijze.
- De typografische indeling : dit betreft de typografische zaken van tekstspiegel of paginalay-out, marges, regelnummering, regelafstand en leestekens tot noten, verwijzingstekens en tabellen en figuren.
- Grootheden en eenheden : over het gebruik van symbolen en eenheden in met name formules.
- Getallen en geldbedragen : over de schrijfwijze van verschillende soorten getallen, zoals geldbedragen, telefoonnummers of bankrekeningnummers.

Verder heeft de norm nog een hoofdstuk gewijd aan onderschrift en een brieven.